# Satoshi Hashida
Satoshi Hashida (橋田 聡司 Hashida Satoshi?), född 20 december 1981 i Kyoto prefektur, är en japansk före detta fotbollsspelare.
Hashida började sin karriär 2004 i Kyoto Purple Sanga (Kyoto Sanga FC). 2008 flyttade han till Kataller Toyama. Han spelade 16 ligamatcher för klubben. Efter Kataller Toyama spelade han för Thespa Kusatsu. Han avslutade karriären 2011.